# Vilanova de la Sal
Vilanova de la Sal és un poble del municipi de les Avellanes i Santa Linya, a la Noguera. Antic municipi independent, el 1857 fou annexat a les Avellanes.
Està situat a 606 metres d'altitud i tenia 109 habitants en el 2019; s'emplaça a la falda del puig de Privà, dominat per l'ermita de Sant Miquel. Fa la festa major l'últim cap de setmana de juliol.
Vilanova s'originà a Santa Maria de Privà, un poble medieval fundat a mig segle xii pel comte d'Urgell. A mitjans del segle xiv, la població començà a establir-se en terres més senzilles de cultivar, fent el nucli de Vilanova de Privà, i Privà acabà en ruïnes (se'n conserven les restes de l'església de Santa Margarida de Privà). Posteriorment, la fortuna de les salines del terme portaren el canvi de denominació del municipi. De les salines se n'extragueren entre 60 i 100 tones de sal, i s'explotaren comercialment fins al 1989; en l'actualitat s'exploten com a reclam turístic.
A l'església parroquial romànica de Santa Maria de Vilanova s'hi conservaren entre el 1906 i el 1967 les restes dels comtes d'Urgell, portades temporalment del monestir de Santa Maria de Bellpuig de les Avellanes. El 2006, en les voltes del temple es van trobar uns baguls amb la documentació del monestir del període comprès entre 1166 i 1834, que es creu que hi fou guardada arran de la desamortització de Mendizábal.
A uns cinc quilòmetres del centre urbà hi ha l'estació de tren (de l'any 1949) de la línia Lleida - la Pobla de Segur.